# Związek Robotniczych Stowarzyszeń Sportowych Rzeczypospolitej Polskiej
Związek Robotniczych Stowarzyszeń Sportowych Rzeczypospolitej Polskiej (ZRSS RP) – działający w latach 1925-1939 i 1945-1948 związek sportowy prowadzący działalność w 27 dyscyplinach (m.in. lekkoatletyka, siatkówka, gimnastyka). Powstał on z inicjatywy prezesa RKS „Skra” Jerzego Michałowicza. Związek posiadał poparcie Polskiej Partii Socjalistycznej, Bundu, jak i również Poalej Syjon.   

## Działalność
W 1925 nowym prezesem warszawskiego RKS “Skra” został Jerzy Michałowicz. To z jego inicjatywy powstał ZRSS RP. Pod statusem założycielskim podpisało się 6 klubów: RKS „Skra”, RKS „Marymont”, RTKS „Sarmata”, RTS „Widzew”, RKS Lwów i RKS „Siła-Janów”.
Posiadał 7 komitetów okręgowych kierujących klubami sportowymi (ich liczba wzrosła z 7 w 1925 roku do 400 w 1934). Liczba członków w 1934 roku wynosiła 20 tysięcy. W latach 1926–1939 zorganizowano 7 kongresów ZRSS (ostatni odbył się w Katowicach). Związek organizował mistrzostwa Polski oraz brał udział w Olimpiadach Robotniczych. Organem prasowym była „Sztafeta Robotnicza”. Jednym z przewodniczących związku był Kazimierz Pużak.  
Związek starał się działać na rzecz promocji sportu niekomercyjnego, który nie byłby finansowany przez burżuazję. W związku z tym zorganizowano osobne rozgrywki dla klubów robotniczych, a w efekcie cały system ligowy. I tak w 1933 powołano w Warszawie Robotniczy Podokręg Autonomiczny (RPA) z osobnymi grupami klasy A, B i C, w których grać miały kluby robotnicze. Najlepsza drużyna A-klasy rywalizowała z najlepszą z regularnej warszawskiej A-klasy i po wygranym meczu miał szansę na rywalizację w regionalnych barażach ze zwycięzcami 3 innych regionalnych grup o awans do I ligi. W rozgrywkach RPA brały udział jedynie drużyny robotnicze będące członkami ZRSS.  
W 1948 został włączony w ramy organizacji sportu związkowego.

### Działalność międzynarodowa
Należał do Socjalistycznej Międzynarodówki Sportu Robotniczego, wystawiał również własną reprezentację na Olimpiady Robotnicze.